# İsmet Kavuştu
İsmet Kavuştu (* 11. Januar 1994 in Izmir) ist ein türkischer Fußballspieler.

## Karriere
Kavuştu kam in Konak einem Stadtteil der westtürkischen Hafenstadt Izmir auf die Welt und begann mit dem Vereinsfußball in der Jugend von Altay Izmir. 2011 wurde er Siebzehnjähriger mit einem Profivertrag ausgestattet in den Profikader involviert und gab in der Ligabegegnung vom 6. Mai 2012 gegen Bozüyükspor sein Profidebüt. Nachdem er bis zum Saisonende in keinen anderen Pflichtspielen eingesetzt wurde, steigerte er seine Einsätze in der darauffolgenden Spielzeit auf drei Spiele.